# Radzice Małe
Radzice Małe – wieś w Polsce, położona w województwie łódzkim, w powiecie opoczyńskim, w gminie Drzewica. W Radzicach znajduje się przystanek kolejowy Radzice.
| SIMC    | Nazwa        | Rodzaj    |
| ------- | ------------ | --------- |
| 0618295 | Grabiny      | część wsi |
| 0618295 | Podbrzóza    | część wsi |
| 0618310 | Podgościniec | część wsi |
| 0618326 | Strzegoszcz  | część wsi |

W latach 1975–1998 miejscowość administracyjnie należała do województwa radomskiego.
Wierni kościoła rzymskokatolickiego należą do parafii św. Jadwigi Królowej w Radzicach.